# Villa Daglezja w Warszawie
Willa Daglezja – trzypiętrowy apartamentowiec znajdujący się przy ul. Walecznych 62 na Saskiej Kępie w Warszawie. Powstał w latach 2007−2008 wg projektu pracowni Bulanda Mucha Architekci.
W projekcie zastosowano nawiązania do modernizmu. Budynek białą, pudełkową formą nawiązuje do międzywojennych willi, respektując tym samym kontekst otoczenia.

## Nagrody i wyróżnienia
- wyróżnienie w konkursie Nagroda Roku SARP 2007[2]
- nominowacja do Europejskiej Nagrody Architektonicznej Fundacji Miesa van der Rohe w 2009[2]
- finalista konkursu "Życie w Architekturze" w 2012 organizowanego przez czasopismo Architektura-Murator[3]